# Силей
Силей (др.-греч. Σύλευς «грабитель») — персонаж древнегреческой мифологии. Житель Авлиды. Заставлял всех путников вскапывать его виноградник. Геракл убил его ударом мотыги, предварительно выкорчевав виноградные лозы Либо это брат Дикея, жил у горы Пелион в Фессалии. Геракл убил Силея, но влюбился в его дочь, которую воспитывал Дикей, от тоски по Гераклу девушка умерла.
Действующее лицо пьесы Еврипида «Силей».